# خدعة شجرة السباغيتي
شجرة السباغيتي هي خدعة إعلامية مدتها ثلاث دقائق بثت في يوم كذبة نيسان 1957 في برنامج هيئة الإذاعة العامة ال- بي بي سي لشؤون الساعة «بانوراما»، يُظهِر التقرير عائلة في جنوب سويسرا تحصد معكرونة السباغيتي من «شجرة السباغيتي» العائلية. في ذلك الوقت لم تكن المعكرونة معروفة على نطاق واسع نسبياً في المملكة المتحدة، لذا لم يعلم الكثير من المشاهدين البريطانيين يعلمون أنها مصنوعة من دقيق القمح والماء. بعد البث، اتصل عدد من المشاهدين بهيئة الإذاعة البريطانية للحصول على المشورة بشأن زراعة أشجار سباغيتي في بيوتهم ومزارعهم. بعد مرور عقود على الحدث الإعلامي، اعتبرته ال- سي إن إن «أكبر خدعة قامت بها أي مؤسسة إخبارية مرموقة على الإطلاق».

## البث الإذاعي
تم إنتاج التقرير ليكون كذبة الأول من نيسان (أبريل) عام 1957. تظهر في التقرير التلفازي عائلة في كانتون تيتشينو في جنوب سويسرا يجمعون حصادًا وفيرا بالسباغيتي بعد شتاء معتدل و «الاختفاء الافتراضي لسوسة السباغيتي». عرضت لقطات من «مهرجان الحصاد» التقليدي مع مناقشة للتربية اللازمة لتطوير سلالة لإنتاج الطول المثالي لخيوط السباغيتي. تم تصوير بعض المشاهد في مصنع باستا فود (Pasta Food وهو مغلق الآن) في طريق لندن، وفي سانت ألبانز في هيرتفوردشاير، إنجلترا، ومقاطع أخرى صورت وفي فندق في كاستانولا، سويسرا.
كان مصور بانوراما شارل دي جايجر يحلم بالقصة بعد أن تذكر كيف اعتاد المدرسين في مدرسته في النمسا الاستهزاء والسخرية من زملائه في مقاعد الدراسة حيث وصفوهم بالغباء لدرجة تجعلهم يصدقون ان النعكرونة تنمو على الأشجار. قال رئيس تحرير بانوراما مايكل بيكوك لهيئة الإذاعة البريطانية في عام 2014 كيف أعطى دي جاغر ميزانية قدرها 100 جنيه إسترليني وأرسلته لإتمام التقرير. حصل التقرير على مصداقية أكبر بفضل صوت المذيع المرموق وذائع الصيت ريتشارد ديمبلبي. قال بيكوك أن ديمبلبي عرف أنهم يستخدمون نفوذه الإعلامي لإنجاح النكتة، وأن ديمبلبي أحب الفكرة ونفذها باستمتاع.
في ذلك الوقت، كان سبعة ملايين من بين 15.8 مليون منزل (حوالي 44٪) في بريطانيا يملكون أجهزة استقبال تلفزيونية. لم تكن المعكرونة طعامًا عاديًا في بريطانيا في خمسينيات القرن العشرين، وما عرف في حينه هو المعكرونة المُعلبة في صلصة الطماطم والتي اعتبرها كثيرون طعامًا شهيًا.
شاهد ما يقدر بثمانية ملايين شخص البرنامج في الأول من أبريل/نيسان، واتصل المئات في اليوم التالي للتساؤل حول صحة القصة أو طلب المزيد من المعلومات عن زراعة السباغيتي وكيف يمكنهم زراعة أشجار السباغيتي في باحاتهم. وبحسب ما ورد أخبرتهم البي بي سي أن «تضع غصنًا من السباغيتي في علبة من صلصة الطماطم وتتمنى أفضل النتائج».